# Дипромисто
ДИПРОМИСТО (прежнее название — Гипроград) — один из ведущих научно-исследовательских и проектных институтов в сфере планировки территорий и населённых пунктов на Украине. Является государственным предприятием, которое относится к сфере управления Министерства регионального развития, строительства и жилищно-коммунального хозяйства Украины. Институт основан 12 сентября 1930 года. Полное название — Государственное предприятие "Украинский государственный научно-исследовательский институт проектирования городов «ДИПРОМИСТО» имени Ю. Н. Белоконя.
В русскоязычной среде институт известен под названием «Гипроград». В советские времена это была система проектных институтов с центральным институтом в городе Киеве и рядом филиалов в областных центрах Украины. Впоследствии большинство филиалов выделились из системы «ДИПРОМИСТО» в самостоятельные институты в результате чего ныне институт имеет три филиала: Волынский, Ивано-Франковский и Ровенский.

## История

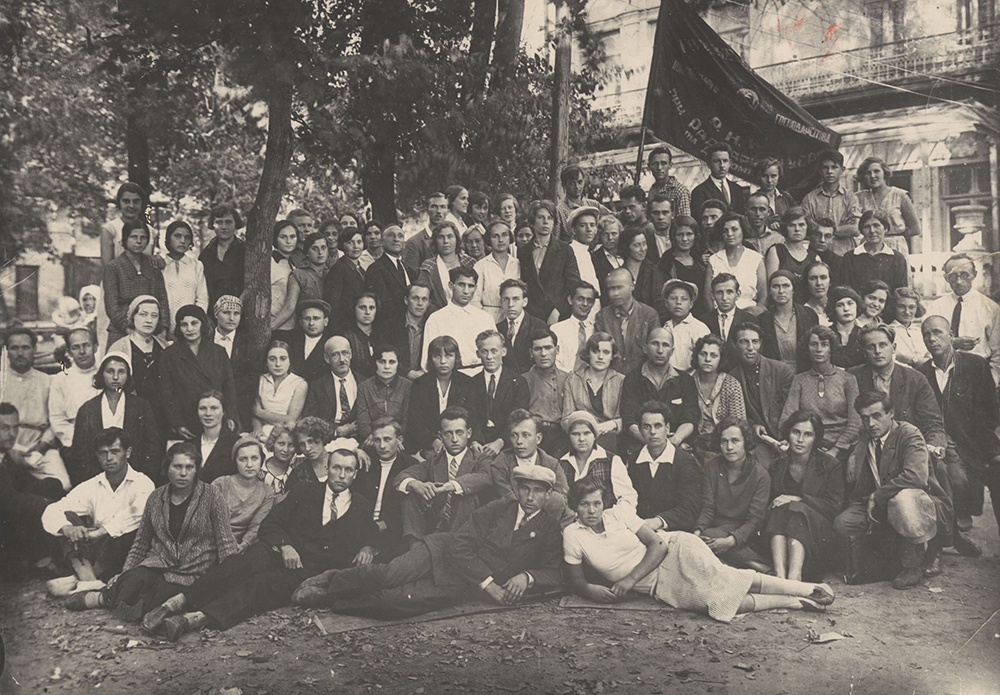
Коллектив института «Дипромисто» у 1933-34 годах

Институт «ДИПРОМИСТО» был основан 12 сентября 1930 года путём объединения Бюро по проектированию Большого Запорожья, Комиссии по планировке Донбасса и Проектного Бюро НКВС УССР, основанных соответственно в 1928 и 1929 годах. Согласно Статуту, утверждённому Правительством УССР, на институт возлагались задания планировки городов и посёлков городского типа, проектирования жилых, гражданских и коммунальных сооружений, научно-исследовательская работа в сфере градостроительства.
За довоенный период коллектив «ДИПРОМИСТО» выполнил большой объём работ по районной планировке наиболее важных промышленных районов, планировке городов и посёлков городского типа, проектированию коммунальных сооружений, жилых домов и общественных зданий, размещению нового промышленного строительства, руководству и контролю над осуществлением строительства, научно-исследовательской разработке основных проблем градостроительства, экспериментальному и типовому проектированию.
Основным заданием института в 1943-44 годах было определение ущерба, созданного войной городскому хозяйству, и определение первоочередных мероприятий по восстановлению городов Украинской РСР. Огромные руины, городов и сёл созданные военными действиями не только способствовали формированию условий для более значимых планировочных мероприятий, но и требовали нового подхода при решении вопросов градостроительства.
В 1950-х годах значительное внимание проектировщиков обращается на развитие озеленения и благоустройства городов и посёлков городского типа, формирование их архитектурного образа и ландшафта. В связи с такими тенденциями в 1962 году в институте была создана архитектурно-планировочная мастерская по проектированию курортно-рекреационных объектов, где одновременно с теоретическими разработками моделировались и практически внедрялись направления в типологии здравниц, которые впоследствии закреплялись в нормативных документах. В 1960-70-х годах была создана ландшафтная мастерская, в которой сосредотачивались работы по ландшафтной реконструкции зелёных насаждений и организации природных ландшафтов на государственном уровне.

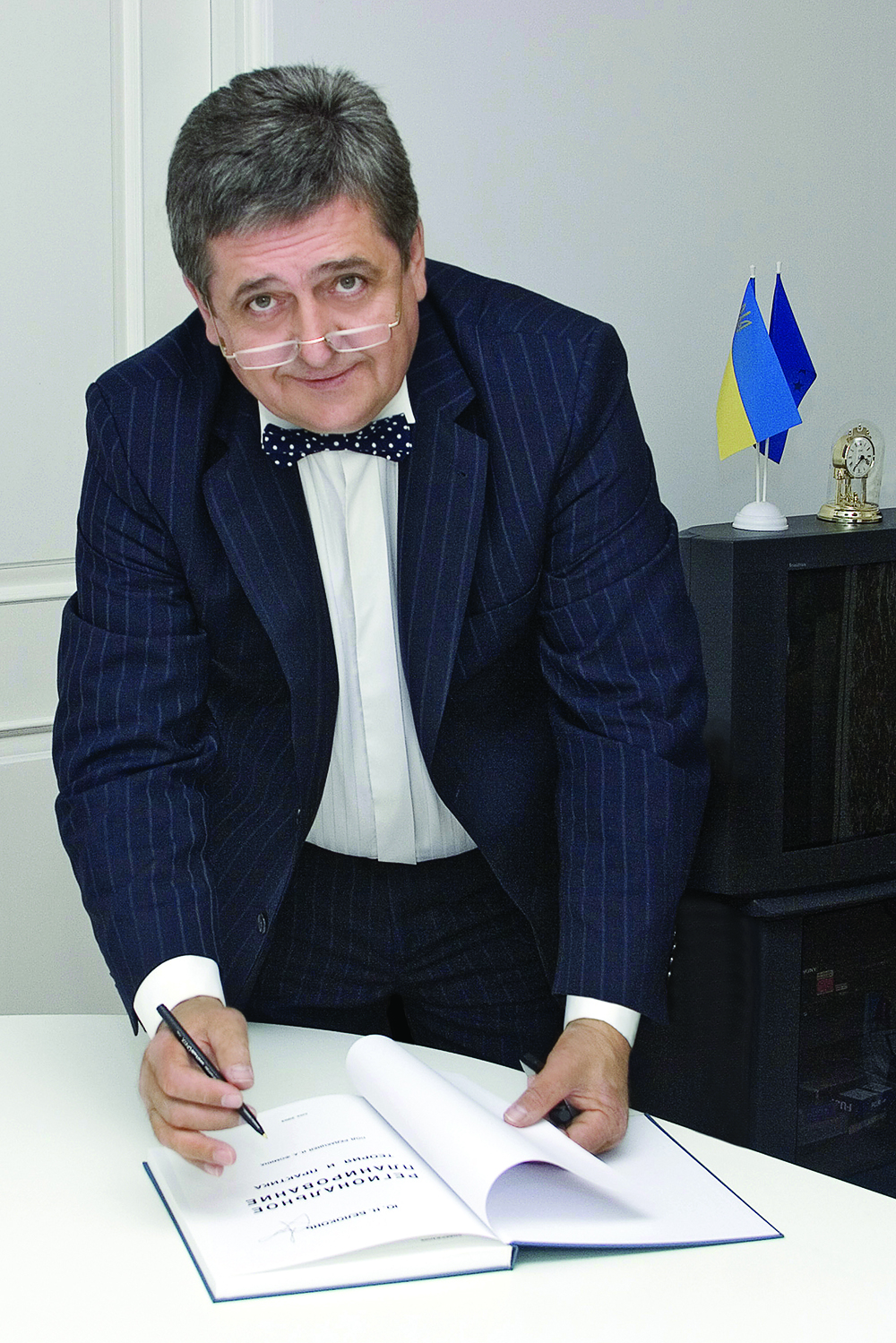
Юрий Николаевич Белоконь, директор института в 1993—2009 годах, Народный архитектор Украины

 Начатая в конце 1960-х годов работа по разработке схем районной планировки 25 областей УРСР проводилась на протяжении 15 лет и была завершена в 1989 году. В 1985 году Госстрой УРСР поручил институту «ДИПРОМИСТО», как главному градостроительному институту, разработку Сведённой схемы районной планировки Украинской РСР. В комплексной схеме был дан всесторонний анализ территориальных ресурсов и состояния окружающей среды в разрезе экономических районов и областей, а также анализ системы расселения, социальной, инженерной и транспортной инфраструктуры.
С обретением Украиной государственной независимости перед специалистами по планировке территорий и населённых пунктов возник вопрос переоценки факторов развития регионов и государства в целом, определения новых приоритетных осей развития, переформатирования системы расселения с учётом политических и производственных изменений, обеспечения формирования целостной внутригосударственной градостроительной системы, учёта рыночных отношений в планировке развития населённых пунктов.
Становление института в условиях независимости Украины осуществлялось под руководством Юрия Николаевича Белоконя, доктора архитектуры, профессора, Народного архитектора Украины. Деятельность Юрия Николаевича в институте была широка и многогранна — как талантливый архитектор, который в равной мере хорошо понимал проблемы и планировочного, и объёмного проектирования, он сделал многое для усовершенствования и развития деятельности института. Юрий Николаевич стал одним из инициаторов градостроительного проектирования трансграничных регионов и разработчиком его методологических основ. Значительное внимание Ю. Н. Белоконь уделял поддержке развития научной деятельности в институте, воспитанию следующих поколений специалистов, сформировавши научно-производственный комплекс «Архмистобуд» в сотрудничестве с кафедрой градостроительства Киевского национального университета строительства и архитектуры, внедрению современных информационных технологий в производственную деятельность.
В 2009 году в знак благодарности за 16 лет талантливого руководства и как знак памяти о значимой роли личности Юрия Николаевича в развитии института коллектив инициировал присвоение институту «ДИПРОМИСТО» имя Ю. Н. Белоконя, что было утверждено распоряжением Кабинета Министров Украины.

## Деятельность
Деятельность Института «ДИПРОМИСТО» направлена на научное обеспечение выполнения проектных и изыскательных работ в сфере градостроительства и архитектуры, создание нормативной и методической базы для осуществления планировки и застройки территории, а также разработку градостроительной документации населённых пунктов, регионов и государства в целом, проектной документации по гражданскому строительству и ландшафтной архитектуре, создание и внедрение географических информационных систем поддержки решений в сфере градостроительства, в том числе и автоматизированных систем градостроительного кадастра, проведение работ по землеустройству, подготовку и повышение квалификации специалистов в сфере градостроительства.
Институт определён базовой организацией в сфере научно-технической деятельности в строительстве (Указ Минрегиона Украины от 03.05.2012 № 190), что предусматривает осуществление научно-технического, исследовательского, нормативно-методического и информационного обеспечения по вопросам планировки и застройки территории и населённых пунктов, а также обеспечения функционирования технического комитета стандартизации «Планировка территорий и населённых пунктов» (ТК 314), созданного на базе ГП «ДИПРОМИСТО» согласно указу Минрегиона Украины от 21.02.2012, № 73.

## Работы

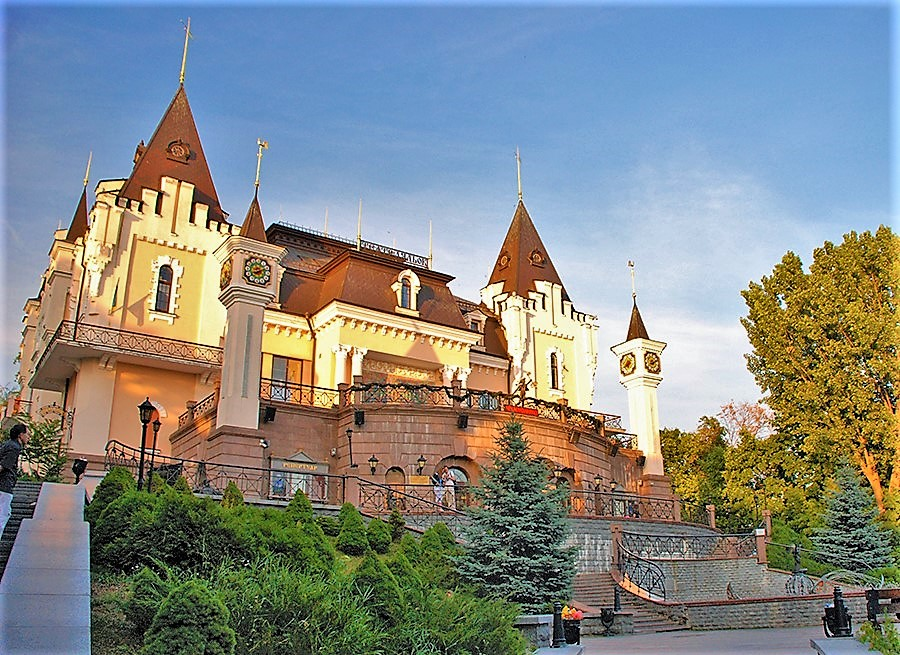
Киевский академический театр кукол

В течение последних[каких?] лет коллективом института было разработано такие работы, как Генеральная схема планирования территории Украины; схемы планировки территории Автономной Республики Крым, областей и районов Украины; комплексные территориальные схемы охраны природы отдельных областей Украины; совместные градостроительные проекты развития трансграничных регионов; международные проекты пространственного развития; генеральные планы городов; планы зонирование территории; детальные планы территории; проекты организации территорий природоохранных объектов; градостроительное обоснование прохождения международного транспортного коридора № 5; проекты по нормативной денежной оценке земель;
Помимо того, по проектам института были выполнены работы по реконструкции Национального академического театра оперы и балета им. Т. Г. Шевченко в г. Киеве, Одесского национального академического театра оперы и балета; спроектировано современное здание Крымского украинского музыкально-драматического театра; строение Государственной налоговой инспекции Печерского района в Г.Киеве; возведены Национальный комплекс «Экспоцентр Украины» в Киеве, корпуса Киевского государственного лингвистического университета; здания Укргазпрома; Киевского академического театра кукол; комплекс домов и сооружений Посольства Республики Беларусь на Украине; здание Академии государственной налоговой службы Украины (г. Ирпень), ряд жилых домов повышенного комфорта, рядовая жилая застройка;
Специалистами института были разработаны проект Градостроительного кодекса Украины; ряд государственных строительных норм и государственных стандартов в сфере градостроительства; методологические и методические документы касательно выполнения градостроительных проектов, внедрения ГИС-технологий в градостроительное проектирование, нормативной денежной оценки, технического проектирования театров и культурно-зрелищных сооружений, акустического расчёта зрительных залов и т. д.